# University of Nottingham

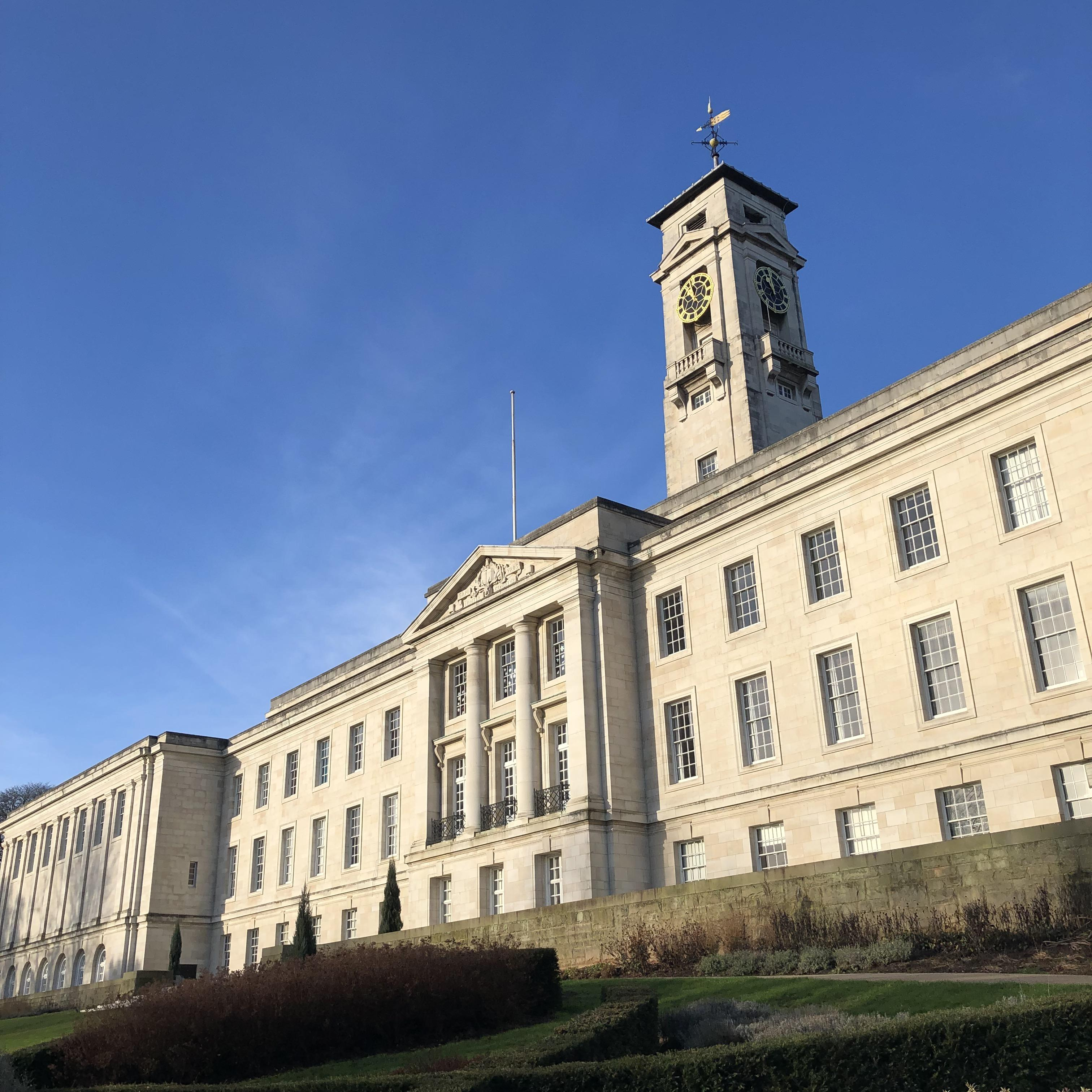
Das 1928 erbaute Trent-Gebäude wurde von Georg V. eingeweiht und ist das Wahrzeichen der Universität

Die Universität Nottingham (englisch: University of Nottingham) ist eine 1881 gegründete staatliche Universität in England. Sie zählt zu den führenden Forschungsuniversitäten im Vereinigten Königreich und ist Gründungsmitglied der Russell-Gruppe.

## Geschichte
Die Geschichte der Universität reicht bis in das Jahr 1877 zurück. Der universitäre Betrieb wurde allerdings erst im Jahre 1881 mit der Gründung des University College Nottingham aufgenommen, das als ein Bestandteil der University of London ins Leben gerufen wurde. Schließlich wurde die Universität 1948 durch die Verleihung des Royal Charter vollkommen selbstständig und ist seitdem berechtigt, akademische Grade im eigenen Namen zu vergeben. Im Jahre 1928 folgte der Umzug des Lehrbetriebes von der Nottinghamer Innenstadt in den heutigen Hauptcampus der Universität, den University Park am westlichen Stadtrand. In den folgenden Jahren wurde die Universität von einigen prominenten Persönlichkeiten besucht. So erklärte Albert Einstein den Studenten bei einem Besuch 1930 die Relativitätstheorie und die von ihm beschriebene Tafel kann man heute noch im Original im Fachbereich für Mathematik und Physik besichtigen. Mahatma Gandhi hielt 1931 eine Rede an dem University College von Nottingham während er seinen Neffen, damals einen Studenten der Universität, besuchte. Der Science-Fiction Autor H. G. Wells zählt ebenfalls zu den prominenten Besuchern in der Geschichte der Universität.
Eine besondere Beziehung besteht auch zu dem berühmten britischen Schriftsteller D. H. Lawrence, der in der Nähe von Nottingham geboren ist und zu Beginn des 20. Jahrhunderts an der Universität studiert hat. Eine Sammlung seiner Werke sowie seines privaten Schriftwechsels wird heute an der Hochschule aufbewahrt. Stewart Adams, ehemaliger Student und Träger der Ehrendoktorwürde der Universität Nottingham, gilt als Mitentwickler des Arzneimittel Ibuprofen. Unter den Professoren und Alumni der Universität befinden sich drei Nobelpreisträger.

## Campus

### Nottingham Campus
Die Universität von Nottingham gehört 2020 laut dem UI GreenMetric World University Ranking zu den 10 umweltfreundlichsten Universitäten der Welt. Sie belegte unter allen Universitäten in Großbritannien den zweiten Platz nach der University of Oxford. Die Universität wird regelmäßig für ihre umweltfreundlichen Initiativen gewürdigt, wobei der University Park und der Jubilee Campus mit Green Flag Awards ausgezeichnet wurden.

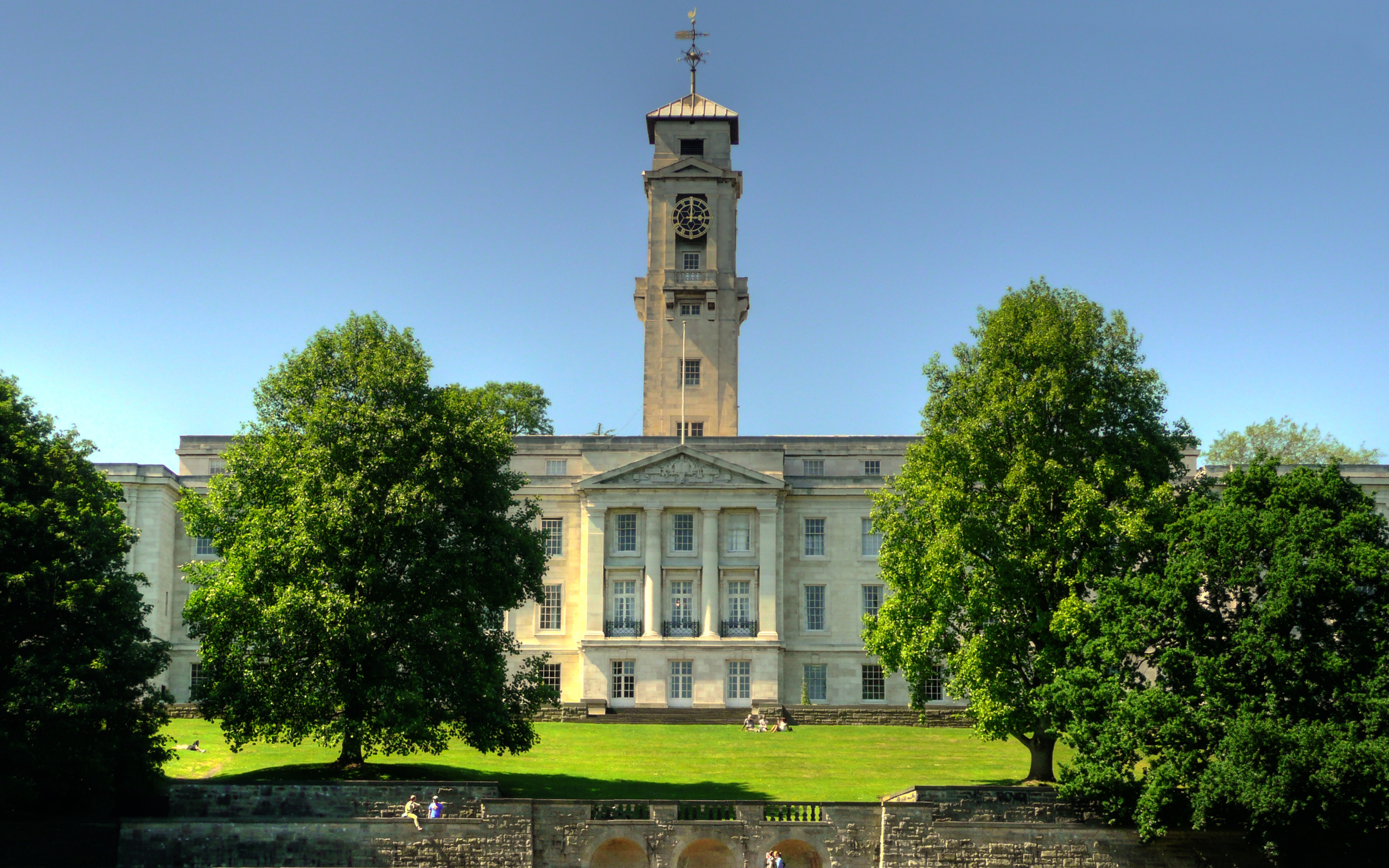
Das Trent-Gebäude im University Park Campus

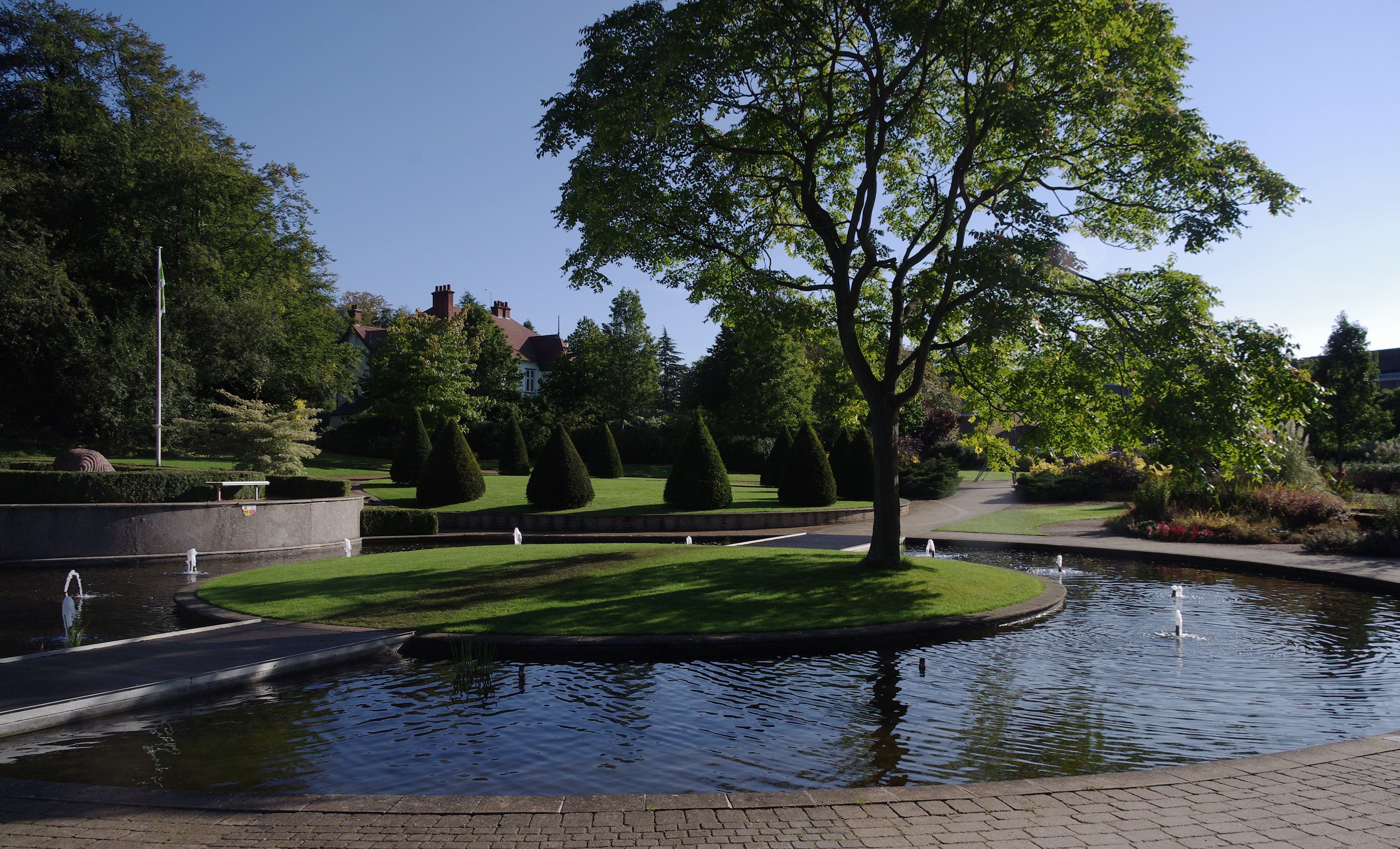
Der Millennium Garden im University Campus

Der Hauptcampus ist University Park, der sich westlich des Stadtzentrums in Nottingham befindet. Mit einer Fläche von insgesamt etwa 1,3 km² ist dies nicht nur der größte Campus der Universität, sondern gehört auch zu den größten im Vereinigten Königreich. Gelegen an einem See und mit einem Glockenturm im Hauptgebäude und dem vielen grünen Landschaften, was auch dazu führt, dass es zu den populärsten Campus im Land gehören. Die meisten der etwa 27.000 Studenten sind hier in insgesamt 12 Wohnheimen beheimatet. Es befinden sich hier außerdem 13 gelistete Gebäude.

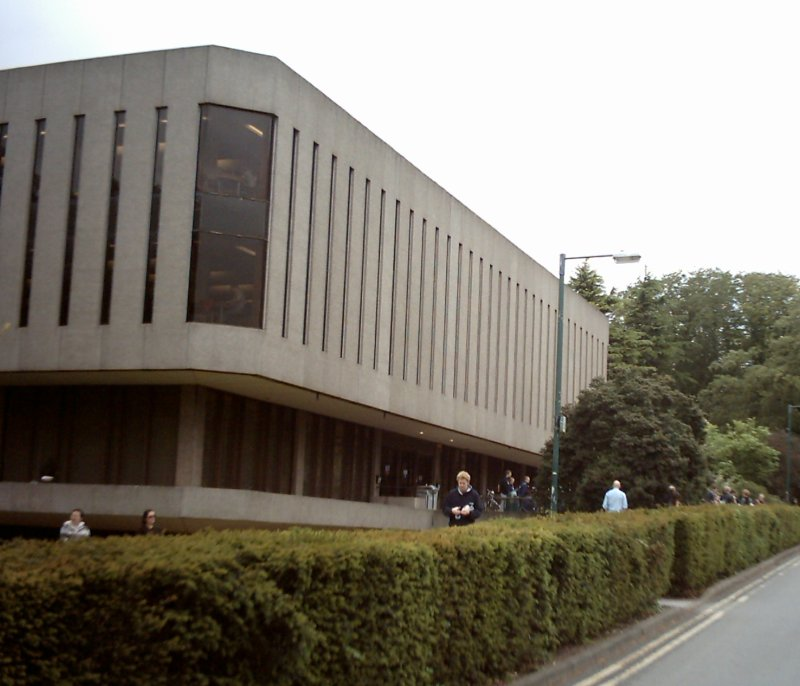
Die Hallward Library im University Park Campus

Es bestehen zwölf Wohnheime: Florence Boot (FB), Willoughby, Cavendish (Cav), Ancaster (Ancy), Nightingale, Sherwood, Rutland, Derby, Lincoln, Lenton and Wortley, Cripps, Hugh Stewart (Hu Stu), die in permanenter Konkurrenz zueinander stehen.
Die größte Bibliothek, die Hallward Library, befindet sich im University Park. Sie wurde 1972 eröffnet und wurde vom Architekten H. Faulkner-Brown entworfen und gewann einen RIBA-Preis. Die Bibliothek wurde nach dem ersten Vizekanzler der Universität, Bertrand Hallward, benannt. Darin befinden sich die Abschnitte für die Fachbereiche Kunst, Geisteswissenschaften, Jura und Sozialwissenschaften.

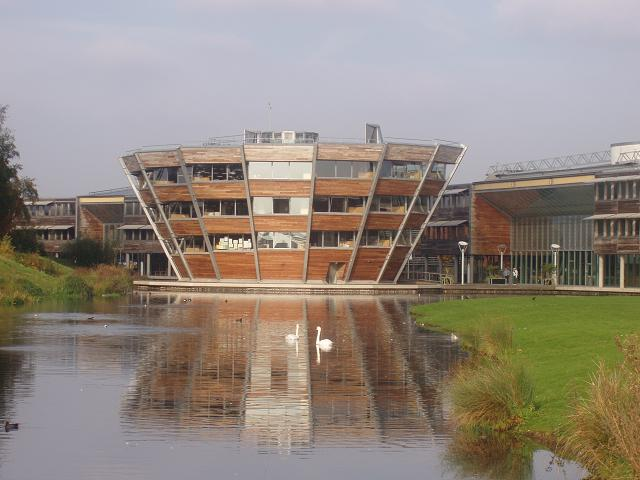
Die Djanogly Library im Jubilee Campus

Der Jubilee Campus ist der zweitgrößte Campus der Universität. Der Campus wurde von Michael Hopkins entworfen und im Jahr 1999 offiziell von Königin Elisabeth eröffnet. Hier befindet sich die Nottingham University Business School und die Fakultät für Computer Science. Des Weiteren befindet sich hier die internationale Zentrale der Universität. Der Jubilee Campus wurde 1999 eröffnet und liegt etwa 1,6 Kilometer entfernt östlich des Hauptcampus, wo zuvor der Betrieb der Raleigh Cycle Company befand. Die Gebäude und der Campusplan wurden durch das Architekturbüro Michael Hopkins and Partners entworfen und gewann 2000 den BCIA Building of the Year (Gebäude des Jahres) Preis.
Sutton Bonington ist der dritte Campus der University of Nottingham, wo sich die Fachbereiche für Biowissenschaften und Veterinärmedizin befinden. Der Campus ist 420 Hektar (4,2 km²) groß und liegt nahe dem Dorf Sutton Bonington, etwa 19 km südlich vom Hauptcampus, University Park Campus, und 2 km von der Autobahnausfahrt 24 der Motorway M1. Im Campus befinden sich Forschungsgebäude, eine Bibliothek, und das größte Wohnheim der Universität: Sutton Bonington Hall, wo etwa 650 Studenten untergebracht werden können.

## Zahlen zu den Studierenden und den Mitarbeitern
Von den 34.840 Studenten des Studienjahrens 2019/2020 waren 19.080 weiblich (54,8 %) und 15.670 männlich (45,0 %). 25.345 Studierende kamen aus England, 105 aus Schottland, 420 aus Wales, 130 aus Nordirland, 1.385 aus der EU und 7.425 aus dem Nicht-EU-Ausland. Damit kamen 8.805 Studenten (25,3 %) aus dem Ausland. 25.980 der Studierenden (74,6 %) strebten 2019/2020 ihren ersten Studienabschluss an, sie waren also undergraduates. 8.860 (25,4  %) arbeiteten auf einen weiteren Abschluss hin, sie waren postgraduates. Davon arbeiteten 2.765 in der Forschung.
| Studienjahr | weibliche Studenten | männliche Studenten | Studenten insgesamt | wissen. Mitarbeiter |
| ----------- | ------------------- | ------------------- | ------------------- | ------------------- |
| 2014/2015   | 17.515              | 14.395              | 31.910              | 3.400               |
| 2015/2016   | 17.570              | 14.540              | 32.125              | 3.410               |
| 2016/2017   | 17.800              | 14.700              | 32.515              | 3.420               |
| 2017/2018   | 18.030              | 15.060              | 33.100              | 3.395               |
| 2018/2019   | 18.265              | 15.270              | 33.540              | 3.495               |
| 2019/2020   | 19.080              | 15.670              | 34.840              | 3.605               |
| 2020/2021   | 19.350              | 16.300              | 35.785              | 3.495               |
| 2021/2022   | 20.495              | 16.640              | 37.260              | 3.540               |

## Bildung
Es gibt 5 Fakultäten mit mehreren untergliederten Fachbereichen.
- Fakultät für Geisteswissenschaften
- Fakultät für Ingenieurwissenschaften
- Fakultät für Medizin und Gesundheitswissenschaften
- Fakultät für Naturwissenschaften
- Fakultät für Sozialwissenschaften (inkl. Nottingham University Business School)

Die Business School der Universität ist AACSB, EQUIS und AMBA akkreditiert.

## Partneruniversitäten
Die Universität hat über 200 Partneruniversitäten in 40 Ländern. Unter anderem folgende Universitäten:
- Copenhagen Business School (Dänemark)
- Universität Zürich (Schweiz)
- Universität Lund (Schweden)
- National University of Singapore (Singapur)
- University of Nottingham Ningbo (China, Regionalcampus)
- Paris School of Business (Frankreich)
- St Antony’s College, University of Oxford (England)
- Technische Universität München (Deutschland)
- Tufts University (USA)
- University College Dublin (Irland)
- University of California (USA)
- University of Edinburgh (Schottland)

## Rankings
Die Universität wurde 2006 von der The Times Higher Education zur „University of the Year“ (Universität des Jahres) gewählt und 2008 zur „Entrepreneurial University of the Year“ (Unternehmerische Universität des Jahres). Mit annähernd 50.000 Bewerbern war sie 2011 die drittpopulärste Hochschule Großbritanniens. In Großbritannien ist sie, je nach Ranking, zurzeit unter den Top 10, Top 15 oder Top 20 platziert. Im Research Excellence Framework Ranking 2021, das unabhängig durch das britische Wirtschaftsministerium (HM Treasury) durchgeführt wird, erzielte die Universität Platz 7 und gehört damit regelmäßig zu den Top-10-Forschungsuniversitäten in Großbritannien.
Akademische Rankings
- QS World University Ranking 2024: 100. Platz (Weltweit), 17. Platz (UK), 20. Platz (Europa)[27]
- Shanghai-Ranking Academic Ranking of World Universities 2022: 101.–150. Platz (Weltweit), 9.–16. Platz (UK)[28]
- The Times Higher Education University Rankings 2024: 130. Platz (Weltweit), 18. Platz (UK)[29]
- The Times Higher Education European Teaching Rankings 2019: 14. Platz (Europa)[30]
- The Economist MBA Ranking 2021: 55. Platz (Weltweit), 3. Platz (UK)[31]

Arbeitsmarkt-Rankings
- QS World University Graduate Employability Ranking 2023: 66. Platz (Weltweit).[32]

- High Fliers Research Graduate Market Ranking (Top 100 Arbeitgeber, UK): 3. Platz[33]

Sonstiges
- Good University Ranking, Kategorie: Sport University of the Year (The Times) 2024: 1. Platz[34]

## Absolventen und Hochschullehrer
- D. H. Lawrence (1885–1930), Schriftsteller (Lady Chatterley)
- Stewart Adams (1923–2019), Bachelor als Pharmazeut 1945, Mitentdecker des Ibuprofens
- Herman S. Bachelard (1929–2006), Neurochemiker
- Clive W. J. Granger (1934–2009), Nobelpreis für Wirtschaftswissenschaften
- Peter Mansfield (1933–2017), Nobelpreis für Medizin 2003
- Tedros Adhanom Ghebreyesus (* 1965), Generaldirektor der Weltgesundheitsorganisation (WHO) und Minister
- Ian Kershaw (* 1943), Historiker (Der Hitler-Mythos, Hitler 1889–1936)
- Martyn Poliakoff (* 1947), Chemiker (The Periodic Table of Videos)
- Najib Razak (* 1953), von April 2009 bis Mai 2018 Premierminister Malaysias
- Frances Saunders (* 1954), Physikerin, von 2013 bis 2015 Präsidentin des Institute of Physics IOP
- Robert John Sawers (* 1955), britischer Diplomat, von November 2009 bis November 2014 Chef des MI6
- Haydn Gwynne (1957–2023), Schauspielerin (Studium der Soziologie)
- John Rishton (* 1958), ehemaliger CEO von Rolls-Royce
- Theresa Tam (* 1965), Oberste Beamtin für das öffentliche Gesundheitswesen (Kanada)
- Ruth Wilson (* 1982), Schauspielerin, studierte Geschichte
- Jeremy Browne (* 1970), ehemaliger Staatsminister im Innenministerium (UK)
- Mohamed Abdelsalam Babiker, sudanesischer Rechtswissenschaftler, seit 2020 UN-Sonderberichterstatter für Eritrea
- Theo James (* 1984), Schauspieler (Die Bestimmung – Divergent)
- Alice Jill Edwards, Juristin und Menschenrechtsexpertin